# C/1980 E1 (Bowell)
C/1980 E1 (Bowell) – kometa jednopojawieniowa.

## Odkrycie i obserwacje komety
Kometę zaobserwował po raz pierwszy 11 lutego 1980 roku Edward Bowell w Lowell Observatory. W momencie odkrycia miała jasność 16m.

## Orbita komety

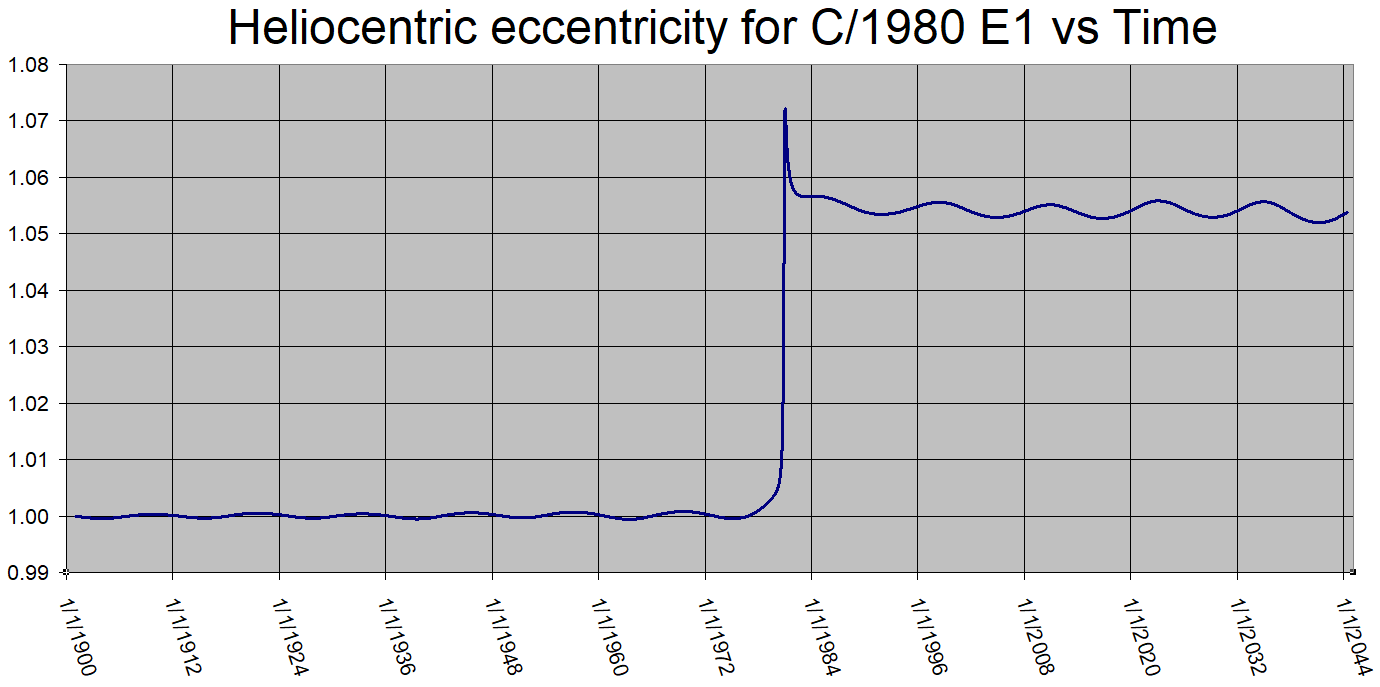
Mimośród vs czas

Przed wejściem do wnętrza Układu Słonecznego w kierunku peryhelium w roku 1982, C/1980 E1 miała orbitę barycentryczną o aphelium 74.300 j.a. (1,17 lat świetlnych) i okresie około 7,1 miliona lat.
Zbliżając się do peryhelium, 9 grudnia 1980 roku, przeszła w odległości 0,228 j.a. od Jowisza, który przyspieszył kometę nadając jej mimośród 1,066. Kometa przybyła do peryhelium 12 marca 1982 (znajdowało się w odległości 3,36 j.a. od Słońca), mając prędkość 23,3 km/s w stosunku do Słońca. Od tego czasu C/1980 E1 (Bowell) ma ekscentryczność barycentryczną większą niż 1 utrzymującą ją na trajektorii hiperbolicznej o mimośrodzie 1,0577, która wyrzuca ją z Układu Słonecznego. Nachylenie jej orbity do ekliptyki wynosi 1,66˚. W 1995 r. kometa znajdowała się 30 j.a. od Słońca na trajektorii wyrzutu z prędkością wynoszącą 8,6 km/s. Od lutego 2008 r. kometa znajduje się w odległości ponad 50 jednostek astronomicznych od Słońca.